# Bunda (canción)
«Bunda» (estilizado como «bunda 🍑») es una canción de la cantante argentina Emilia y la cantante brasileña Luísa Sonza. Fue lanzada el 20 de febrero de 2025, a través del sello discográfico Sony Music Latin, como el sencillo principal del extended play (EP) debut de Emilia, Perfectas. La canción fue escrita por ambas artistas junto con Carolzinha, FMK, Pedro Breder y Zecca, y producida por este último.

## Antecedentes y composición
El 14 de enero de 2025, Emilia y Sonza fueron vistas juntas durante la filmación de un videoclip en la playa de Flamengo en Río de Janeiro. Un mes después, Emilia publicó un fragmento de su colaboración con Sonza en sus redes sociales; unos días después, ambas artistas anunciaron oficialmente el lanzamiento de la canción.
«Bunda» tiene una duración de tres minutos y 43 segundos. Musicalmente, es una canción de funk brasileño con elementos de reguetón y electropop latino.

## Videoclip
El video muiscal de «Bunda» fue lanzado junto con la canción. El video muestra a Emilia y Sonza tomando el sol y bailando en la playa, hasta que un grupo de mujeres mayores se les acerca con una loción corporal. Ambas artistas se untan la loción en las nalgas y unos segundos después, sus nalgas crecen drásticamente.

## Presentaciones en vivo
Emilia y Sonza interpretaron «Bunda» por primera vez el 23 de febrero en el bloque de carnaval Modo Surto en São Paulo. El 28 de febrero, volvieron a interpretar la canción en la vigesimoquinta temporada del reality show brasileño Big Brother Brasil.

## Posicionamiento en listas
| Lista (2025)                  | Posición más alta |
| ----------------------------- | ----------------- |
| Argentina (Argentina Hot 100) | 3                 |
| Argentina (CAPIF)             | 3                 |
| Argentina (Monitor Latino)    | 15                |
| España (PROMUSICAE)           | 83                |

| Lista (2025)  | Posición más alta |
| ------------- | ----------------- |
| Uruguay (CUD) | 1                 |